# Ludvík Vacek
Ludvík Vacek (12 ottobre 1976) è un ex sciatore alpino ceco.

## Biografia
Attivo in gare FIS dal gennaio del 1995, Vacek non ha esordito in Coppa Europa o in Coppa del Mondo né preso parte a rassegne olimpiche o iridate.

## Palmarès

### Campionati cechi
- 4 medaglie:
  - 1 argento (slalom speciale nel 2009)
  - 3 bronzi (slalom speciale nel 1999; slalom gigante nel 2005; slalom speciale nel 2013)